# LVStB – Mella bis Codroipo
Die LVStB – Mella bis Codroipo waren  Dampflokomotiven der Lombardisch-venetianischen Staatsbahn (LVF).
Die sechs Maschinen wurden 1854 von Günther in Wiener Neustadt geliefert und waren für Güterzüge bestimmt.
Bei der LVStB erhielten sie die Namen MELLA, MEDUSA, PORDENONE, LONIGO, MONTECCHIO und CODROIPO. Die Namen lassen vermuten, dass sie für die Strecke Venedig–Triest gedacht waren.